# Rockerkrieg in Québec

Kutte mit den Abzeichen der Hells Angels Québec

Als Rockerkrieg in Québec (französisch Guerre des motards) wird ein gewalttätiger Konflikt bezeichnet, der zwischen den beiden Outlaw Motorcycle Clubs Hells Angels und Rock Machine von 1994 bis 2002 in der kanadischen Provinz Québec stattfand. In diesem Kampf ging es um die Kontrolle von Territorien und damit verbundenen hohen Einnahmen aus illegalen Geschäften. Während des Rockerkriegs starben mehr als 150 Menschen.

## Hintergrund
Der Hells Angels Motorcycle Club wurde 1948 in Kalifornien gegründet, das erste Charter in Kanada entstand 1977 in Montreal. Bis 1985 kamen zwei weitere Charter in Québec hinzu. Zu diesem Zeitpunkt kontrollierten die Hells Angels 75 % des Drogenhandels in Montreal.
1985 warfen die Charter in Québec und Nova Scotia dem Charter in Laval vor, Drogengelder veruntreut zu haben. Sowohl der Anführer Yves Trudeau als auch die Mitglieder des Laval-Charters sollten daher ermordet werden. Man vereinbarte ein Treffen in einem Clubhaus in Lennoxville, bei dem fünf Rocker, die als Abordnung entsandt worden waren, in einen Hinterhalt gelockt und erschossen wurden. Das Ereignis vom 24. März 1985 ging unter dem Namen Massaker von Lennoxville in die Geschichte ein. Trudeau, der wegen eines Aufenthalts in einer Entgiftungseinrichtung nicht am Treffen teilgenommen hatte, wurde nach dem Massaker zum Polizeiinformanten. Er gestand 43 Morde und brachte 43 andere Angels hinter Gitter.
Maurice Boucher und Salvatore Cazzetta waren zu diesem Zeitpunkt Mitglieder eines White-Supremacist-Motorradclubs in Montreal mit dem Namen „SS“ in Anspielung auf die „Schutzstaffel“ im NS-Staat. Beide wollten sich den Hells Angels anschließen, doch hatten sie unterschiedliche Ansichten bezüglich der Rechtmäßigkeit der Morde. Während Boucher Ende 1987 den Hells Angels beitrat und nach einer schnellen Karriere zur wichtigsten Rockergröße Kanadas Anfang der 90er aufstieg, lehnte Cazzetta das Massaker ab und gründete zusammen mit abtrünnigen Mitgliedern der Angels 1986 den Club The Rock Machine M.C.

## Der Krieg und sein Nachspiel
1993 arrangierte Cazzetta den Import von 10.000 kg kolumbianischen Kokains aus den Vereinigten Staaten. Beim Versuch, 200 kg Kokain nach Kanada zu schmuggeln, wurde er 1994 verhaftet und vier Jahre später nach Florida ausgeliefert, wo er zu einer zwölfjährigen Haftstrafe verurteilt wurde. Die Schwächung von Rock Machine durch die Verhaftung Cazzettas nahm Boucher zum Anlass, Rock Machine als Konkurrenz auszuschalten und ein Monopol beim Drogenhandel zu errichten. Bisher unabhängigen Drogenhändlern stellte man ein Ultimatum, entweder in Zukunft ausschließlich von den Hells Angels Drogen zu beziehen oder mit den Konsequenzen zu leben. Personen, die sich widersetzten, schlug man zuerst zusammen, und wenn das nicht wirkte, ermordete man sie. Durch dieses Vorgehen brachten die Hells Angels bis 1998 mehr als 40 Gangs unter ihre Kontrolle. Rock Machine und verschiedene unabhängige Drogenhändler gründeten als Reaktion „The Alliance“, einen Zusammenschluss mit Verbindungen zur kanadischen Mafia, welcher ein Gegengewicht zur steigenden Marktmacht der Hells Angels bilden sollte.
Die Hells Angels begannen daraufhin, sogenannte Puppet-Clubs zu organisieren, Tarnorganisationen, welche Rock Machine angreifen und schwächen sollten. Am 13. Juli 1994 wurde Pierre Daoust, ein Mitglied der „Dead Riders“ und Verbündeter der Angels, in seiner Werkstatt von drei Männern mit mehr als 15 Kugeln niedergeschossen. Er verstarb eine Stunde nach dem Angriff im Krankenhaus. Daoust gilt als erster Toter des Krieges. Wenige Monate später, am 19. Oktober, wurde in Repentigny Maurice Lavoie erschossen. Er hatte sich kurz davor entschlossen, seine Drogen zukünftig von den Hells Angels zu beziehen und nicht länger von der Pelletier-Familie, welche Teil der Allianz war. Boucher plante, Sylvain Pelletier aus Rache zu ermorden. Pelletier starb neun Tage nach dem Mord an Lavoie durch eine in seinem Wagen versteckte Bombe. Bei einem Treffen der Allianz wurde beschlossen, Boucher zu beseitigen, doch dieser entging einer für ihn platzierten Bombe.
Auf diese Morde bzw. Mordversuche folgte ein Krieg, der bis 2002 andauern sollte. Es kam zu zahlreichen Schießereien und Bombenanschlägen, beispielsweise auf Bars, welche sich im Besitz von Rockern befanden. Allein bis 1997 zählte man 88 Bombenanschläge. Das 1995 gegründete Nomaden-Charter unter Leitung von Boucher war dabei besonders gefürchtet, da es aus den berüchtigtsten Mitgliedern der Hells Angels bestand und in ganz Québec aktiv war. Robert Perrault, der Minister für öffentliche Sicherheit in Québec, äußerte sich 1997 zu den Rockerfehden mit der Aussage, man befinde sich in „einer Krisensituation“. Er drängte die Regierung dazu, eine Anti-Gang-Gesetzgebung nach Vorbild der Vereinigten Staaten zu verabschieden, um dem organisierten Verbrechen etwas entgegensetzen zu können.
Aufsehen erregte ein Autobombenanschlag am 9. August 1995 in Montreal. Marc Dubé, der Fahrer des Wagens und Ziel des Anschlags, war auf der Stelle tot. Der elfjährige Daniel Desrochers, der sich auf der anderen Straßenseite befand, wurde tödlich von Schrapnellsplittern getroffen. Nach seinem Tod forderte die Bevölkerung ein härteres Vorgehen der Polizei. Einen Monat nach Desrochers’ Tod wurde das erste Vollmitglied der Hells Angels getötet, was den Krieg weiter anheizte. Als Vergeltungsmaßnahmen wurden am Tag seiner Beerdigung in der Umgebung neun Bomben gezündet.
Beispielhaft für die Gewalt im Rockerkrieg ist ein Fall aus dem Juli 2000. Zwei maskierte Männer erschossen in einem Restaurant Robert Savard, einen engen Freund Bouchers. Während der Schießerei wurde ein Freund von Savard, Normand Descoteaux, schwer verletzt und eine Kellnerin von einer verirrten Kugel am Bein getroffen. Eine Woche später wurde der mit Rock Machine verbündete Martin Bourget in Granby in einem Park erschossen. In seiner Nähe fand man ein zerstörtes Sturmgewehr und einen ausgebrannten Jeep. Dies war die klassische Methode der Rocker, Spuren zu vernichten.

### Ende des Krieges und Nachspiel
2001 wurde Rock Machine bei einem Patch Over Teil der Bandidos. Viele Mitglieder gingen daraufhin zu ihrem alten Erzfeind, den Hells Angels, da nicht alle als Vollmitglieder übernommen worden waren. Dies schwächte zwar die Intensität der Kämpfe, der Krieg aber dauerte an.
Eine Jury sprach 1998 Maurice Boucher frei, der ein Jahr zuvor die Ermordung der Gefängnisaufseher Diane Lavigne und Pierre Rondeau in Auftrag gegeben hatte, um die Justiz einzuschüchtern. Zwei Jahre später folgte die Aufhebung des Freispruchs in einem Revisionsverfahren und im Mai 2002 verurteilte ein Gericht Boucher zu einer lebenslangen Freiheitsstrafe wegen zweifachen Mordes sowie versuchten Mordes. Nach Bouchers Verurteilung endete der Rockerkrieg schließlich.
Im April 2009 wurden 156 Mitglieder und Personen aus dem Umfeld der Hells Angels verhaftet, die Mehrheit der Personen in Québec. Den Verhafteten legte man zahlreiche Straftaten zur Last, darunter unzählige Drogendelikte und auch 22 Morde, welche zwischen 1992 und 2009 verübt worden waren.

## Opfer des Rockerkrieges
Während des Rockerkriegs in Québec starben mehr als 150 Menschen; das Magazin Der Spiegel sprach in einer Ausgabe vom Februar 2000 von 125 Toten allein zwischen 1995 und 2000. Der Journalist Julian Rubinstein, der mehrere Monate lang in der Banden- und Rockerszene recherchiert hatte und deshalb zeitweise unter dem Schutz des kanadischen Nachrichtendienstes CSIS stand, berichtete von 162 Toten. Auch das Magazin High Times – das sich vorrangig mit der Thematik Cannabis befasst – sprach von 160 Toten, 175 versuchten Morden, 200 Verletzten und 15 Personen, die dauerhaft verschwanden. Die Toronto Sun berichtete sogar von mehr als 175 Toten, die der Krieg gefordert habe.